# RBS TV
RBS TV (siglas de Rede Brasil Sul de Televisão) es una cadena de televisión abierta brasileña ubicada en Porto Alegre, capital del estado de Río Grande del Sur. Pertenece al Grupo RBS; posee 12 estaciones afiliadas a la cadena de televisión Rede Globo cubriendo a todo el estado, junto con una sucursal en Brasilia. Estuvo también presente en Santa Catarina entre 1979 y 2016 con 6 estaciones de televisión basadas en Florianópolis; estas fueron vendidas al Grupo NC que, después de un período de transición, fueron relanzadas como NSC TV.

## Historia
La cadena RBS TV fue lanzada al aire el 29 de diciembre de 1962 originalmente bajo el nombre de «TV Gaúcha», en el canal 12 VHF de Porto Alegre, siendo filial de TV Excelsior. En 1967, TV Gaúcha se convirtió en filial de Rede Globo e inició a retransmitir su programación.
En 1969, fueron lanzadas las primeras estaciones de televisión del Grupo RBS en el interior del estado de Río Grande del Sur, los cuales son TV Imembuí de Santa María y TV Caxias, canal 8 VHF de Caxias do Sul. La estación TV Tuiuti de la ciudad de Pelotas comenzó sus emisiones en 1972, mismo año en el cual se estrenó el principal programa de la estación, Jornal do Almoço.
El 25 de mayo de 2019, se estrenó el programa Posso entrar? con la presentadora de radio Cris Silva. Los patrocinadores del programa fueron Lojas Lebes, Gota Limpa y Kappesberg.

### Televisión digital terrestre
El 20 de enero de 2012, salió al aire en Río Grande del Sur «SAT HD Regional», una asociación entre estaciones afiliadas de Rede Globo y una compañía de electrónicos especializada en receptores de antenas parabólicas. El proyecto, lanzado en Paraná, es un acercamiento de los hogares con parabólicas, que antes recibían directamente la señal matriz de Rede Globo por satélite, con las emisoras afiliadas más cercanas. Inicialmente salió al aire en algunas ciudades que recibían la señal de RBS TV Porto Alegre, con previsión de expandirse hacia las zonas rurales más alejadas de las señales de televisión terrestre.
El 28 de febrero de 2012, la estación RBS TV Caxias do Sul comenzó sus emisiones por la televisión digital terrestre (TDT) en el canal 33 UHF de Caxias do Sul y áreas próximas. Le siguen RBS TV Passo Fundo en el canal 34 UHF de Passo Fundo el 23 de agosto del mismo año, RBS TV Santa María en el canal 33 UHF de Santa María el 18 de abril de 2013, RBS TV Pelotas en el canal 34 UHF de Pelotas el 23 de julio del mismo año y RBS TV dos Vales en el canal 33 UHF de Santa Cruz do Sul el 12 de diciembre.
El 2 de diciembre de 2013, los noticieros de la cadena comenzaron a grabarse y a emitirse en HD aunque algunos programas locales y las emisiones de partidos de fútbol ya eran exhibidos en alta definición
El 14 de marzo de 2018, la cadena comenzó el apagón analógico de sus estaciones en Porto Alegre, Caxias do Sul y Santa Cruz do Sul. En noviembre del mismo año, las emisoras de la cadena en Pelotas y de Río Grande apagaron sus transmisiones analógicas, mientras que la estación analógica en Santa María cerró en diciembre. Para 2023, se planea el cierre de todas las emisoras analógicas de la cadena en el estado.

### Venta de operaciones en Santa Catalina
El 7 de marzo de 2016, se anunció en Florianópolis la conclusión de la transferencia de control de las operaciones de periódicos y estaciones de televisión y radio que usan la marca RBS en Santa Catarina a los empresarios Lírio Parisotto y Carlos Sánchez, junto con otros inversores, que incluye las 6 estaciones de RBS TV en el estado. El comunicado fue hecho en la sede de la empresa, transmitida por videoconferencia para todas las áreas de la organización en el estado. Aunque no se hayan difundido cifras de la venta, la empresa es considerada una de las más grandes en el rubro de los medios de comunicación en Brasil de los últimos años. Los nuevos dueños afirmaron que no modificarían la línea editorial de los medios que adquirieron.
Con la transacción, RBS centró en sus medios de comunicación solamente en Río Grande del Sur, donde el grupo empresarial fue fundado en 1957 y donde RBS TV fue lanzado en 1962. Durante el anuncio, los accionistas de RBS resaltaron en una carta abierta a los catarinenses divulgada más tarde por sus medios y agradecieron profundamente el apoyo y la dedicación de todos los colaboradores. En octubre del mismo año, como parte del proceso de transición, las emisoras dejaron de hacer mención al Grupo RBS y a la marca RBS TV en los programas, noticieros y anuncios además de adoptar los micrófonos de reportaje con el logo de Rede Globo.
El 3 de mayo de 2017, el Grupo NC escogió tres nuevos nombres para la nueva emisora: DNC, LIG o NSC. Hasta el 15 de mayo, se emitieron el 100% de votos para cada estación. DNC recibió el 12,71% de votos, LIG el 21,01% y NSC, la vencedora, con el 66,28%. Al día siguiente, el Grupo NC eligió como nuevo nombre la alternativa más votada, NSC. Desde entonces, se puso en marcha el proceso de creación de marca de la cadena que, sumada a la televisión, daría el nombre del grupo de medios del estado. El 15 de julio de 2017, en un evento realizado en Florianópolis con varios funcionarios y colaboradores, se presentaron las marcas de la cadena, que pasó a ser NSC TV, del grupo, que cambió de nombre a NSC Comunicação, y del noticiero, que pasó a llamarse NSC Noticias. Los cambios ocurrieron el 15 de agosto, con la modificación del nombre de la cadena durante los comerciales de la novela de las 7:00 p.m. Al día siguiente, el 16 de agosto, se oficializó el nuevo nombre del grupo y se estrenó el nuevo noticiero nocturno. Las estaciones de radio, periódicos y sitios web permanecieron con sus antiguas marcas.

## Emisoras

### Rio Grande do Sul
- RBS TV Bagé - Bagé
- RBS TV Caxias do Sul - Caxias do Sul
- RBS TV Cruz Alta - Cruz Alta
- RBS TV Erechim - Erechim
- RBS TV Passo Fundo - Passo Fundo
- RBS TV Pelotas - Pelotas
- RBS TV Porto Alegre - Porto Alegre
- RBS TV Río Grande - Río Grande
- RBS TV Santa Cruz do Sul - Santa Cruz do Sul
- RBS TV Santa María - Santa María
- RBS TV Santa Rosa - Santa Rosa
- RBS TV Uruguaiana - Uruguaiana

### Santa Catarina
- NSC TV Blumenau - Blumenau
- NSC TV Centro-Oeste - Joaçaba
- NSC TV Chapecó - Chapecó
- NSCTV Criciúma - Criciúma
- NSC TV Florianópolis - Florianópolis
- NSC TV Joinville - Joinville

## Controversias

### Investigación sobre práctica de oligopolio por el Grupo RBS
En 2008, el Ministerio Público Federal (MPF) en el estado brasileño de Santa Catarina presentó una acción civil pública (juicio N º. 2008.72.00.014043-5) contra el oligopolio de la empresa Rede Brasil Sul (RBS) al sur de Brasil. El MPF solicitó a la empresa, entre otras medidas, la reducción del número de estaciones de radio y televisión en Santa Catarina (SC) y Río Grande do Sul (RS) para estar al margen con la ley brasileña, y la cancelación de la compra del periódico A Noticia, de la ciudad de Joinville, en 2006 - que resultó en un virtual monopolio de la empresa sobre los diarios más importantes en el estado de Santa Catarina.
En 2009, el fiscal en Canoas (RS), Pedro Antonio Roso, pidió al Presidente del Grupo RBS, Nelson Sirotsky Pacheco, entre otros datos, el número de estaciones de radio y televisión propiedad del Grupo RBS en Rio Grande do Sul, «así como sus estaciones afiliadas, estaciones y repetidoras». La requisa forma parte de un procedimiento establecido por el Ministerio Público Federal para «investigar una posible ocurrencia de prácticas monopólicas e irregularidades en las concesiones de radio y televisión por la parte del Grupo RBS en Rio Grande del Sur». El 14 de enero de 2009, se publicó el texto completo de la investigación en Intervozes, en donde se destaca que RBS controla casi el 100% de la circuación de periódicos de distribución diaria en Santa Catarina.